# Constantin Feudel

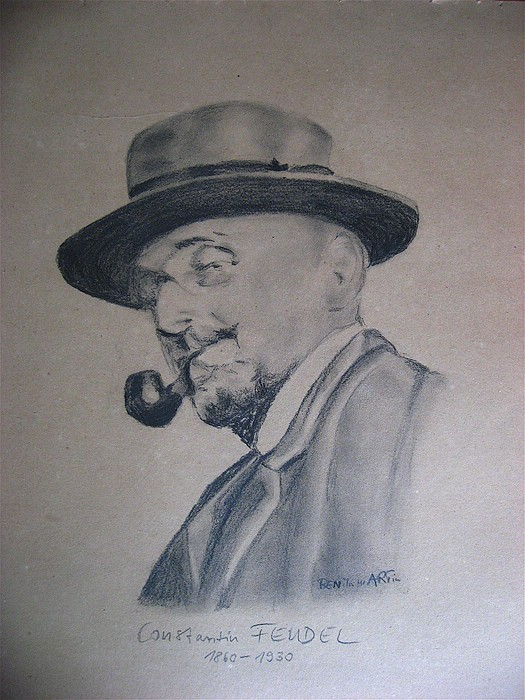
Constantin Feudel um 1920

Constantin Feudel (* 24. September 1860 in Harthau bei Chemnitz; † 16. Mai 1930 in Dresden) war ein deutscher Maler.

## Leben und Werk
Constantin Feudel kam 1860 als drittes Kind des bei der Chemnitzer Eisengießerei Richter als Buchhalter und später Prokurist arbeitenden Eduard Feudel und der Juliane Wilhelmine geborene Soergel zur Welt. Mit seinem drei Jahre älteren Bruder Arthur, der ebenfalls Maler wurde, und der zwei Jahre älteren Schwester Flora lebte die Familie bis 1871 in Harthau, wo er die Volksschule besuchte. Hier zeichnete sich bereits seine künstlerische Begabung ab. Die Familie ging 1871 nach Meißen, wo sich der Vater mit der Gründung einer Wäscherei selbstständig machte. Constantin besuchte von da an bis 1877 das Realgymnasium. Er begann eine kaufmännische Ausbildung, nach Wunsch des Vaters, ließ sich aber zusätzlich von einem Porzellanmaler unterrichten. Auf Anraten seines Zeichenlehrers schickte ihn der Vater 1880 schließlich an die Kunstakademie in München. Dort studierte er bis 1883 bei Wilhelm Lindenschmit. Von 1884 bis 1887 studierte er weiter an der Sächsischen Akademie der Bildenden Künste zu Dresden bei Ferdinand Pauwels. Das für seinen Studienabschluss geschaffene Gemälde „Die Heimkehr des verlorenen Sohnes“ sollte zu einem seiner Hauptwerke werden und verschaffte ihm einen Preis in Form eines Studienaufenthalts in Italien. Durch positive Kritiken zu diesem Werk fühlte er sich zur Historien- und Genremalerei hingezogen.
1888 reiste er zum Studienaufenthalt nach Italien. Er richtete sich ein Atelier in Florenz ein und verlebte dort einige schaffensreiche Jahre. Nachdem 1915 der Krieg gegen Deutschland ausbrach, wurde er als deutscher Staatsbürger des Landes verwiesen und verlor all seine Güter. Verarmt kehrte er nach Dresden zurück, begann Gemälde der Alten Meister zu kopieren und betätigte sich als Porträtmaler für wohlhabende Familien. Von September 1915 bis März 1930 hat er laut Kopistenbuch 92 Gemälde kopiert, die dort registriert sind.
Auf Akademieausstellungen 1884 bis 1888 war er mit Historien- und Genrebildern vertreten, unter anderem: „Nonnenzug“ (1884); „Der Winkelschreiber“ (1886). In Berlin stellte er auf der Akademieausstellung 1888 aus: „Rückkehr des verlorenen Sohns“ und eine „Szene aus den Bauernkriegen“; 1890: „Vorlesende Dame“. 1895 auf der Großen Kunstausstellung dort: „Hof im Justizpalast zu Florenz“; dasselbe Bild 1899 im Pariser Salon.